# Upsilon1 Cassiopeiae
Pour les articles homonymes, voir Upsilon Cassiopeiae.
Désignations
Upsilon1 Cassiopeiae (υ1 Cassiopeiae / υ1 Cas) est une étoile binaire de la constellation boréale de Cassiopée. Elle est visible à l'œil nu avec une magnitude apparente de 4,82.

## Environnement stellaire
Le système présente une parallaxe annuelle de 9,93 ± 0,49 mas telle que mesurée par le satellite Hipparcos, ce qui permet d'en déduire qu'il est distant de 330 ± 20 a.l. (∼ 101 pc) de la Terre. Il s'éloigne du Système solaire à une vitesse radiale héliocentrique de −24 km/s.
Upsilon1 Cassiopeiae possède deux compagnons visuels recensés dans les catalogues d'étoiles doubles et multiples. Le premier est une étoile de magnitude 12,50 qui, en date de 2015, était localisée à une distance angulaire de 18 secondes d'arc et selon un angle de position de 69°. Le deuxième, plus distant, est une étoile de magnitude 12,83 qui était localisée à une distance angulaire de 93,8 secondes d'arc et à un angle de position de 125° à la même date. Aucune des deux n'apparaît être physiquement associée à υ1 Cas.

## Propriétés
Upsilon1 Cassiopeiae est une binaire astrométrique probable, dont la duplicité est mise en évidence par une variation dans le mouvement propre du système. Sa composante visible est une géante rouge de type spectral K2 III. D'un âge calculé de 4,75 milliards d'années, il s'agit d'une étoile du red clump qui génère son énergie par la fusion de l'hélium dans son noyau. Son diamètre angulaire mesuré, après correction de l'assombrissement centre-bord, est de 1,97 ± 0,02 mas. Connaissant sa distance, cela donne à l'étoile une taille physique qui est environ 21 fois plus grande que le rayon solaire. Sa masse est 1,39 fois supérieure à celle du Soleil, elle est 174 fois plus lumineuse que le Soleil, et sa température de surface est de 4 422 K.